# Marie Antoinette Gorret

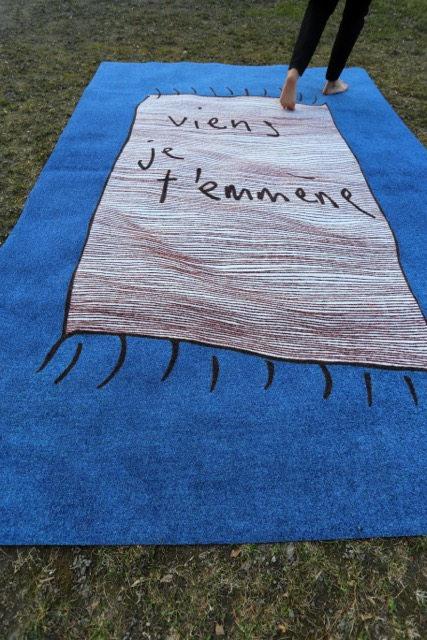
Viens je t'emmène (2018)

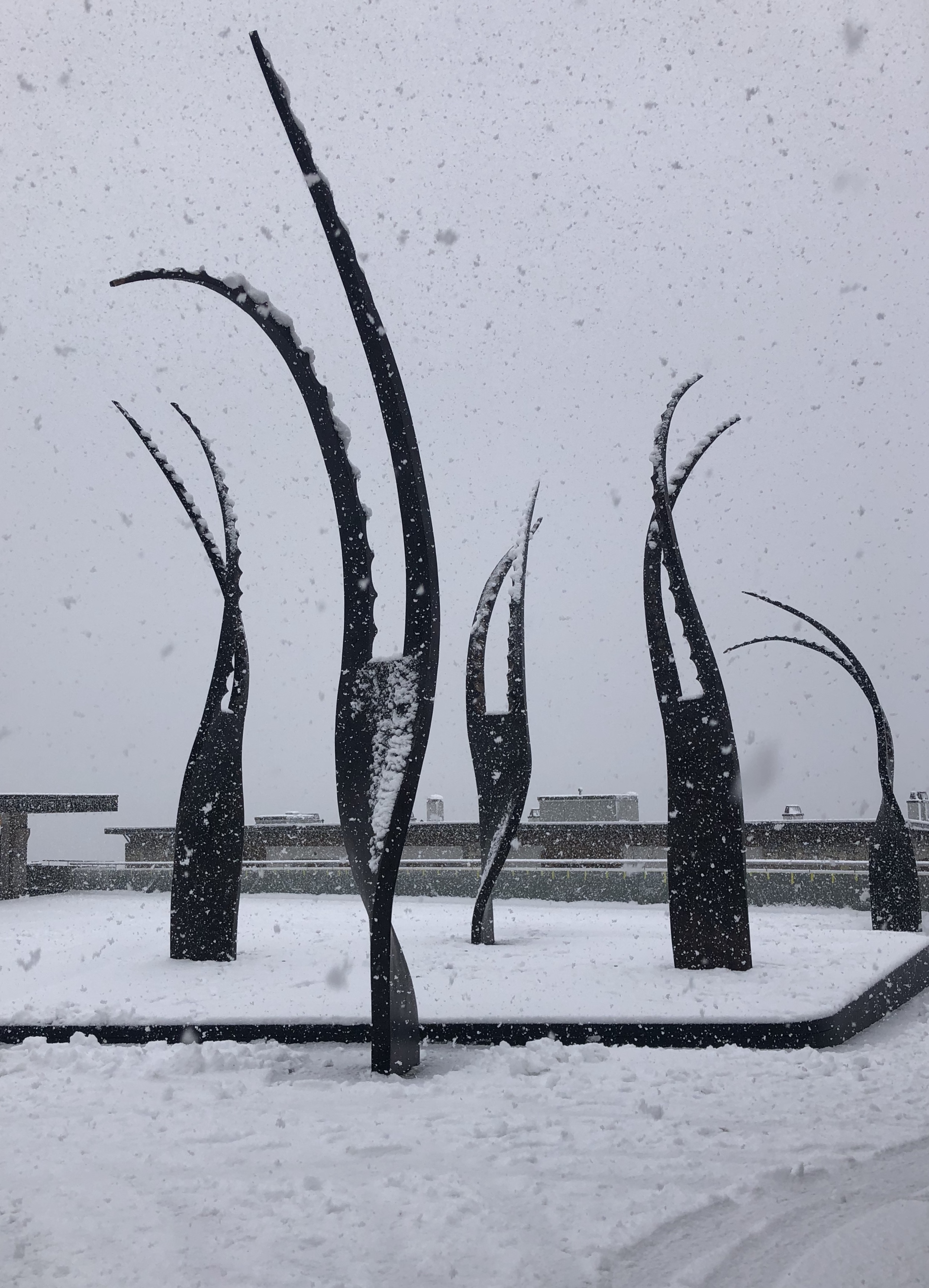
Les Montagneux (2019)

Marie Antoinette Gorret, née en 1956 à Martigny, est une artiste suisse. Elle vit et travaille à Charrat.

## Biographie
Élève de l'École des beaux-arts de Sion (Valais), devenue l'École de design et haute école d'art du Valais (édhéa), Marie Antoinette Gorret est titulaire du diplôme en beaux-arts obtenu en 1976 et des arts appliqués en 1980. Elle sera la première femme dont les œuvres sont exposées à la Fondation Gianadda de Martigny en 1982. En 1988 elle reçoit le Prix d'encouragement culturel du canton du Valais.
De 1997 à 2007, elle investit les espaces publics de Suisse romande avec ses « toiles-affiches » : « Adepte inconditionnelle du dessin, elle crée des images toutes de fraîcheur et de simplicité, avec un amour particulier pour la figure humaine et pour les choses de la nature et de la culture ».
Avec « Un cercueil pour la vie », elle réalise une exposition installation qu'elle présente au Centre artistique et culturel de la Ferme asile à Sion (Valais) en février et mars 2009.
Marie Antoinette Gorret est également créatrice d'un livre pour enfants, ainsi que de décors et costumes de théâtre. Elle a réalisé la scénographie de plusieurs musées, notamment celle du Musée de la nature du Valais à Sion en 2013 ainsi que la conception de nombreux ouvrages. Ces œuvres sont présentes dans les collections du Musée d'art du Valais à Sionainsi que dans des collections privées telles celle de la Fondation pour les artistes valaisans. 
Dans l'espace public, on peut voir notamment une fresque à Sion (Espace des Remparts) ainsi qu'une installation à Vétroz. En 2019, elle réalise un ensemble monumental de 7 bronzes, « Les Montagneux », installés dans la station de Crans-Montana. "Thérianthropes qui empruntent au bouquetin ses cornes si caractéristiques, « les Montagneux » symbolisent la fierté humaine de vivre dans l’espace alpin et la force de la faune qui en fait intimement partie. L’artiste a voulu ce mélange de l’homme et de l’animal pour magnifier ce que l’on ressent en montagne".

## Expositions personnelles (sélection)
- 1979 : Dessins, Galerie du Diable, Sion, 25 mars au 29 avril 1979
- 1982 - 1983 : Fondation Pierre Gianadda, Martigny, 27 novembre 1982 au 16 janvier 1983[1]
- 1983 : Galerie de la Cour Saint-Pierre, Genève[12]
- 1997 - 2007 : Exposition de toiles-affiche dans les rues et lieux publics de Suisse, notamment au Paléo-festival de Nyon[13]
- 2009 : Un cercueil pour la vie, Centre artistique et culturel de la Ferme asile, Sion
- 2014 : Emmurée, Arts pluriels, Réchy [14]
- 2018 : Seule à seule - Images au sol, Fondation Pierre Gianadda, Martigny, 28 avril au 27 mai 2018[15]

## Expositions collectives (sélection)
- 1979 : Manoir, Martigny,
- 1987 : Fondation Gianadda, Martigny[16]
- 2014 : Entre Clair et obscur : Jeux de nuances, La Grenette, Sion et Galerie du Crochetan, Monthey

## Prix
- 1981 : Premier prix du concours international d'affiche de la Fondation internationale pour le rayonnement des arts et des lettres, Genève[17]
- 1990 : Concours de dessins, Groupe Sida Genève[18]
- 1989 : Prix d'encouragement culturel du canton du Valais[2]

## Livres (sélection)
- 1988 : Au fil du temps : activités créatrices sur textile : tricot, broderie, broderie sur canevas, trapunto..., dessins, Lausanne : A. Klausfelder & F. Spinosi, 347 p.
- 1994 : Alphonsine et Purpura Kreblett, bande dessinée, 36 p[19].
- 2003 : Isérables épinglée au ciel, texte Benoît Couchepin, conception Marie Antoinette Gorret, Isérables : Pro Asérablos, 55 p.
- 2003 : Solo pour dix oreilles, texte Benoît Couchepin, dessins Marie Antoinette Gorret, Sion, Groupement valaisan des bibliothèques, 36 p.
- 2004 : Solo pour dix oreilles, texte Benoît Couchepin, dessins Marie Antoinette Gorret, Strasbourg : Callicéphale, 1 kamishibaï (16 pl.)
- 2014 : Valais : vigne et vin en lumière, conception graphique, Gollion, Infolio, 214 p.
- 2014 : Michel Darbellay écrit la lumière, co-auteur et conception graphique, Sierre : Monographic, 2014, 213 p.